# アグア・グランデ県
アグア・グランデ県（アグア・グランデけん ポルトガル語: Distrito de Água Grande）は、サントメ・プリンシペのサントメ州を構成する県の一つである。県都はサントメ・プリンシペの首都であるサントメである。サントメ・プリンシペの県の中で最小の面積を持ち最多の人口を抱える。人口は80,900人（2020年推定）。